# Teucrium conquense
Teucrium conquense là một loài thực vật có hoa trong họ Hoa môi. Loài này được M.B.Crespo & Mateo miêu tả khoa học đầu tiên năm 1991.